# 岩泉自動車運輸
岩泉自動車運輸株式会社（いわいずみじどうしゃうんゆ）は、岩手県岩泉町に本社がある路線バス、トラック運送会社、「泉金商事」グループである。岩泉運輸とも呼ばれている。

## 概要
- 本社営業所（路線バス・トラック）・・・岩泉町内バス運行、各貨物配送、西濃運輸からの中継業務
- 大川営業所（路線バス）
- 盛岡営業所（トラック）
- 久慈営業所（トラック）
- 宮古営業所（トラック）
- 葛巻荷扱所（トラック）
- 北上営業所 （トラック）・・・岩手郵便局⇔各郵便局の横持ち業務受託

## 沿革
- 1940年（昭和15年）12月： 設立、岩泉町内の貨物輸送・旅客輸送を開始。
- 1943年（昭和18年）： 旅客輸送部門を岩手県北自動車に移管する。

路線バス
- 1973年（昭和48年）6月15日： 国鉄バス廃止に伴い、釜津田線岩手大川駅 - 唐地間運行開始。
- 時期不明： JRバス廃止に伴い、沢中線岩泉病院 - 下室場間運行開始。
- 1995年（平成7年）4月1日： JRバス廃止に伴い、鼠入線岩泉駅 - 木原口間運行開始。
- 1996年（平成8年）3月2日： JRバス廃止に伴い、有芸線岩泉駅 - 上有芸間運行開始。
- 2003年（平成15年）4月1日： JRバス廃止に伴い、小本線岩泉駅 - 大牛内間運行開始。同時に町内路線バスを「岩泉町民バス」とし、愛称「ふれあいバス龍泉号」となる。

## 路線バス
- 路線一覧は岩泉町民バスを参照。
- 小川線・大川線・釜津田線では岩手県北バスの発行するバスカードが使用できた（※：岩手県交通の発行するバスカードは、2010年4月1日以降、利用することはできない (詳細はバスカードの記事を参照)）。また運行する全路線で岩泉町民バス共通回数券（岩泉運輸・小川タクシー全線・岩手県北バスは 小本 - 岩泉間に限る）も使用することができる。